# Micromystix
Micromystix é um gênero de mariposa pertencente à família Crambidae.